# PDE-4-Hemmer
Phosphodiesterase-4-Hemmer (auch Phosphodiesterase-IV-Hemmer, PDE-4-Hemmer) sind Hemmstoffe, die das Enzym Phosphodiesterase IV hemmen. Die Phosphodiesterase IV baut den second Messenger cAMP ab. PDE-4-Hemmer erhöhen daher die Konzentration von cAMP im Zytosol. Das Enzym kommt unter anderem in der Lunge und im Gehirn vor.

## Eigenschaften
PDE-4-Hemmer wirken entzündungshemmend und wurden unter anderem in den Anwendungsgebieten Chronisch obstruktive Lungenerkrankung (COPD), Asthma bronchiale, Depression und Multiple Sklerose untersucht. Der Prototyp der Phosphodiesterase-4-Hemmer ist Rolipram. Rolipram bindet eine Aminosäure-Sequenz im katalytischen Zentrum der carboxyterminalen Proteindomäne der PDE-4 und wirkt dadurch kompetitiv hemmend. In Zellen des Zentralnervensystems liegt die PDE-4 in einer Proteinfaltungsform mit hoher Bindungsaffinität für Rolipram vor, während die PDE in verschiedenen Immunzellen eine niedrigere Bindungsaffinität zu Rolipram aufweist.

## Beispiele
Bislang wurden drei Wirkstoffe als Arzneimittel zugelassen: Roflumilast (Daxas), Apremilast (Otezla) und Difamilast (Moizerto). 
- Apremilast, ein Phthalimid-Derivat, das im März 2014 von der US-Arzneimittelbehörde FDA für die Behandlung von Psoriasis-Arthritis[2] und im September 2014 für die Behandlung von Plaque-Psoriasis unter dem Markennamen Otezla zugelassen wurde.[3]
- Cilomilast, in der klinischen Entwicklung von GlaxoSmithKline für die Behandlung von COPD.[4]
- Die Entwicklung von Cipamfyllin wurde eingestellt.
- Crisaborol (AN2728), ein borhaltiges Arzneimittel zur topischen Behandlung von Psoriasis und atopischer Dermatitis.[5][6] Es wurde am 14. Dezember 2016 von der FDA unter dem Markennamen Eucrisa für die Behandlung von leichter bis mittelschwerer atopischer Dermatitis (Ekzem) bei Patienten ab 2 Jahren zugelassen.[7]
- Koffein ist ein schwacher, nicht-selektiver PDE-Hemmer.[8] Ein Metabolit von Koffein, Theophyllin, ist ein stärkerer PDE-Hemmer.[8]
- Diazepam, ein Benzodiazepin-Anxiolytikum, Amnesiemittel, Hypnotikum, Sedativum und Muskelrelaxans.[9]
- Difamilast wurde zur Behandlung der atopischen Dermatitis zugelassen.
- Glaucin, ein Aporphin-Alkaloid, niedrigpotenter PDE4-Hemmer, Kalziumkanalblocker, Dopaminantagonist und 5-HT2A-positiver allosterischer Modulator, der in Osteuropa und Island als Hustenmittel verwendet wird.
- Ibudilast, ein neuroprotektives und bronchienerweiterndes Medikament, das hauptsächlich zur Behandlung von Asthma und Schlaganfall eingesetzt wird. Es hemmt vor allem PDE4, zeigt aber auch eine signifikante Hemmung anderer PDE-Subtypen und wirkt daher je nach Dosis als selektiver PDE4-Hemmer oder als nicht-selektiver Phosphodiesterase-Hemmer.
- Luteolin, ein aus Erdnüssen und anderen Pflanzen gewonnenes Ergänzungsmittel, das ebenfalls IGF-1-Eigenschaften besitzt.[10]
- Mesembrenon, ein Alkaloid aus der Pflanze Sceletium tortuosum (Kanna).
- Piclamilast, ein stärkerer Hemmstoff als Rolipram[11] und ein potenterer PDE-4-Inhibitor der zweiten Generation. Er unterscheidet sich von Rolipram insofern, als der Pyrrolidinon-Ring durch Pyridylamid ersetzt wurde.[12]
- Roflumilast, in der EU, Russland und den USA von Merck & Co. unter den Handelsnamen Daxas[20] und Daliresp für die Behandlung schwerer chronisch-obstruktiver Lungenerkrankungen und unter dem Markennamen Zoryve für die Behandlung von Plaque-Psoriasis zugelassen.[13]
- Rolipram, das in der pharmakologischen Forschung als Untersuchungsinstrument eingesetzt wird.